# 실리콘 포레스트

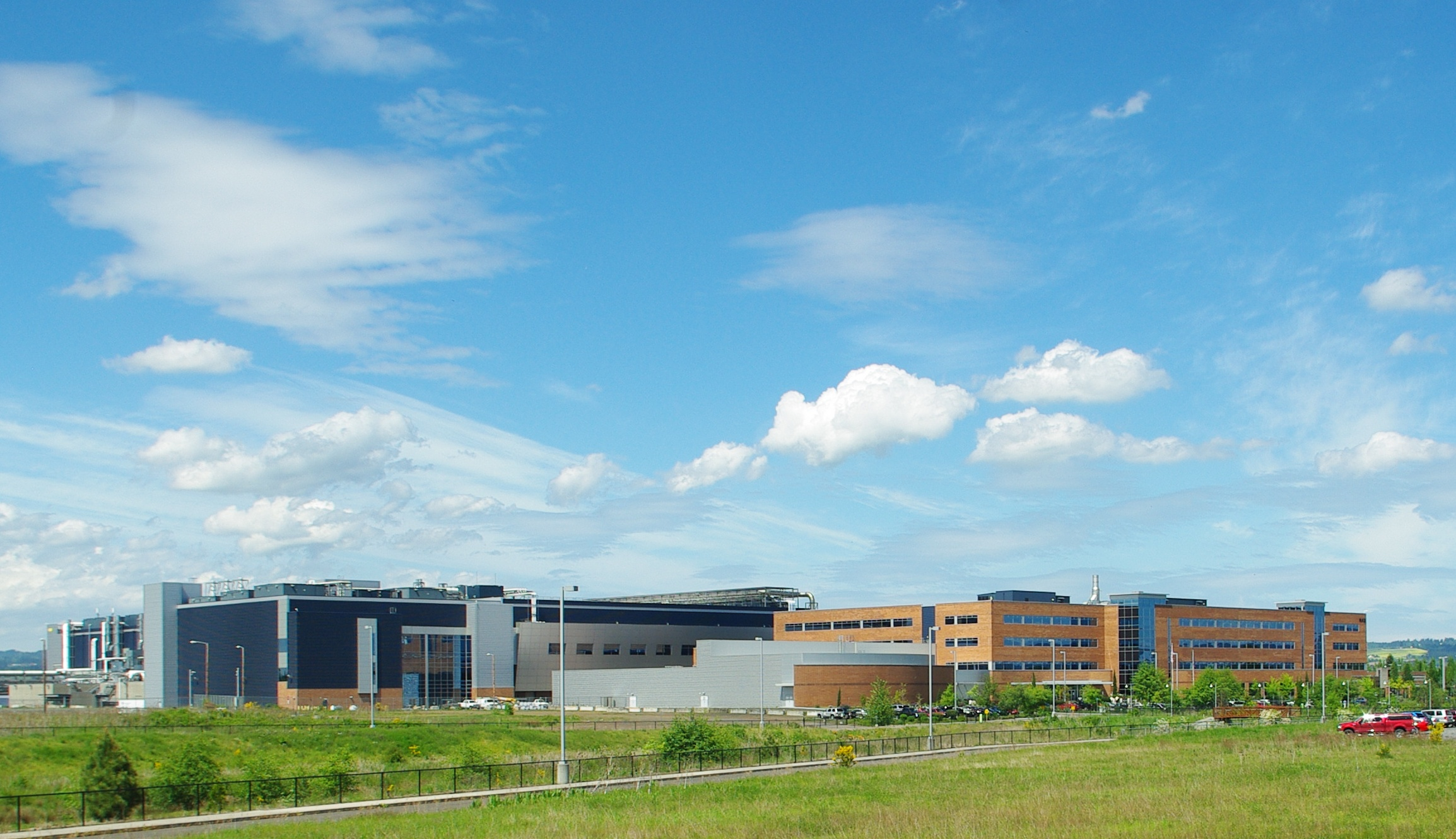
Intel's Ronler Acres campus in Hillsboro, Oregon

실리콘 포레스트(Silicon Forest)는 미국 오리건주 포틀랜드 도시권 워싱턴군에 IT 기업이 다수 들어선 지역을 일컫는 표현으로 주로 비버턴과 힐즈버러 사이 지역을 일컫는다. 실리콘 밸리에서 명칭을 따왔으며 텍트로닉스, 인텔 등이 있다.